# أدريانا جونز
أدريانا جونز (بالإنجليزية: Adriana Jones)‏ هي لاعبة كرة قدم أسترالية، ولدت في 11 أكتوبر 1995 في أستراليا. لعبت مع Newcastle Jets FC (W-League) ‏.